# 김재창
김재창(金在昌, 1940년 3월 5일 ~ )은 대한민국 장성출신의 국제관계학 박사다. 2014년 7월15일부터 박근혜 정부의 통일준비위원회의 외교안보분야 민간위원의 일원으로 활동중이다.
경북 봉화에서 초등학교, 중학교, 그리고 고등학교를 졸업하고. 1958년 육군사관학교에 입학하여 1962년 졸업과 동시 육군소위로 임관하였으며, 1994년 육군 대장으로 예편 할 때까지 32년간 군에서 복무하였다.
주요보직은 보병 제9사단장, 합참 작전국장, 제6군단장, 국방부 정책실장, 합참 차장, 마지막으로 한미연합사령부 부사령관 겸 지상 구성군 사령관을 역임했다.
그는 위관시절, 1964-1966, 서울대학교 공과대학에 편입하여 전자공학을 전공한 후, 육군사관학교에서 전자공학을 강의도하였다. 영관 시절, 미국 Monterey, California 에 위치한 미국 해군대학원에 유학하여 운영분석 (Operations Research and Systems Analysis: OR/SA)을 전공하고 석사학위를 받았고. 군에서 전역한 후, 미국으로 건너가, Boston 에 위치한 터프츠 대학교(Tufts) 대학교, Fletcher School에서 국제관계를 전공하여 석사학위 와 박사학위를 받았다.
1995년 3월, 한국, 미국, 일본, 중국, 러시아, 몽골 등 6개국의 학자, 외교관 과 예비역 군인들이 미국 Atlanta, Georgia 공과대학교에 모여서 동북 아세아 지역에 제한된 비핵지대(Limited Nuclear Weapons Free Zone: LNWFZ)를 설치하기 위한 운동을 시작하였을 때에, 발기인으로 참석하였으며, 현재 한국대표단의 일원으로 활동하고 있다.
1999. 12-2001. 12, 2년 동안, 그는 국방부에서 개혁위원회 위원장으로 위촉받아 주로 국방정보화 와 군사혁신(Revolution in Military Affairs: RMA)을 추진하는 일을 맡아왔으며 2003년 4월부터, 한미안보연구회 한국측 회장을 맡아 일하고 있다. 현재, 연세대학교 국제대학원 겸임교수로 국제관계를 강의를 하고 있다. 2016년 5월 1일 육사 개교 70주년 기념행사때 2016년 자랑스러운 육사인상으로 선정되어 수상하기도 하였다.
저서로는 미국 보스톤 에머슨 대학 교수인 William Mott 박사와 공동으로 The Philosophy of the Chinese Military Culture: Shih vs Li (New York: Palgrave Macmillan, 2006)가 있다.